# Reichsgau

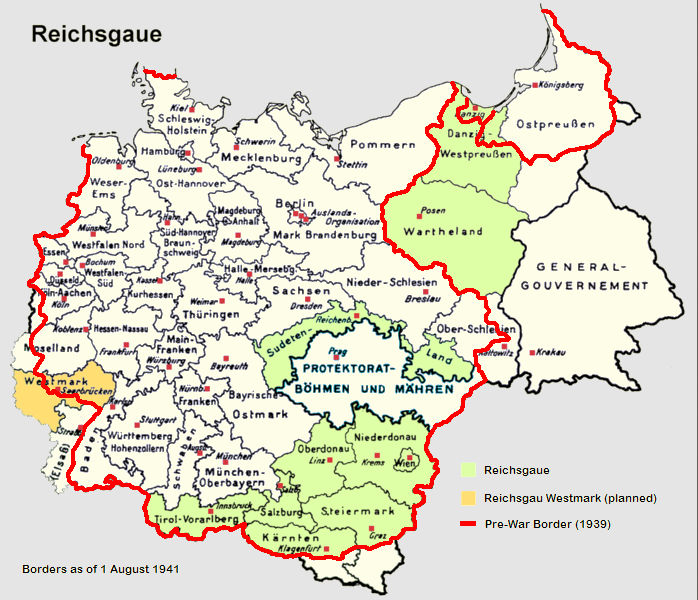
Reichsgau e Governatorato Generale nel 1941.

Un Reichsgau (plurale: Reichsgaue) era un'unità di suddivisione amministrativa creata in alcune delle aree annesse alla Germania nazista tra il 1938 e il 1945. Non è equivalente al Gau, termine medievale che indicava una regione e usato anche in epoca nazista.

## Termine
Il termine fu coniato a partire dalle parole Reich e Gau; quest'ultima è una parola dal suono deliberatamente medievale, con un significato all'incirca equivalente a "contea".
Vi furono diversi Reichsgaue:
- Alpen- und Donau-Reichsgaue, formato nella ex Austria indipendente
- Sudetenland, formato dalle parti di lingua tedesca della Cecoslovacchia, occupata nel 1938
- Danzig-Westpreussen e Wartheland, formati dalla Città Libera di Danzica e dalle aree strappate alla Polonia.

L'Ostmark fu ulteriormente suddiviso in sette Reichsgaue minori, corrispondenti all'incirca ai Länder (stati) austriaci.

### Reichsgaue istituiti nel 1938
| Nome del Gau      | Nome tedesco     | Capoluogo   | Istituzione | Note |
| ----------------- | ---------------- | ----------- | ----------- | --- |
| Carinzia          | Kärnten          | Klagenfurt  | 1938        | Formato dall'ex stato federale austriaco della Carinzia e dal Tirolo orientale; nel 1941 furono aggiunti territori della Slovenia                                                                          |
| Niederdonau       | Niederdonau      | Vienna      | 1938        | Formato dalla gran parte dell'ex stato federale austriaco della Niederösterreich (Bassa Austria) e dal Burgenland settentrionale; nel 1939 furono aggiunti territori della Moravia meridionale             |
| Oberdonau         | Oberdonau        | Linz        | 1938        | Formato dall'ex stato federale austriaco dell'Oberösterreich (Alta Austria) e dall'Ausseerland, parte dell'ex stato federale austriaco Stiria; nel 1939 furono aggiunti territori della Boemia meridionale |
| Salisburgo        | Salzburg         | Salisburgo  | 1938        | Formato dall'ex stato federale austriaco Salisburghese |
| Sudeti            | Sudetenland      | Reichenberg | 1938        | Formato dai territori di lingua tedesca della Cecoslovacchia, ceduti alla Germania con gli Accordi di Monaco                                                                                               |
| Stiria            | Steiermark       | Graz        | 1938        | Formato dalla gran parte dell'ex stato federale austriaco della Stiria e dal Burgenland meridionale; nel 1941 furono aggiunti territori della Slovenia                                                     |
| Tirolo-Vorarlberg | Tirol-Vorarlberg | Innsbruck   | 1938        | Formato dall'ex stato federale austriaco del Vorarlberg e dal Tirolo settentrionale |
| Vienna            | Wien             | Vienna      | 1938        | Formato dall'ex stato federale austriaco di Vienna e da alcuni territori dell'ex stato federale austriaco della Niederösterreich (Bassa Austria)                                                           |

### Reichsgaue istituiti durante la seconda guerra mondiale
| Nome del Gau                | Nome tedesco       | Capoluogo | Istituzione | Note |
| --------------------------- | ------------------ | --------- | ----------- | --- |
| Danzica-Prussia Occidentale | Danzig-Westpreußen | Danzica   | 1939        | Costituito dall'ex Città Libera di Danzica e dalla regione polacca del Voivodato di Pomerania, occupati dalla Germania nel 1939 |
| Wartheland                  | Wartheland         | Poznań    | 1939        | Creato principalmente nella regione polacca del Voivodato di Poznań e dalle aree incorporate dai voivodati circostanti dopo l'occupazione tedesca della Polonia |
| Fiandre                     | Flandern           | Anversa   | 1944        | Comprendente le province di lingua olandese di Anversa (Antwerp), Limburgo, Fiandre Orientali, Fiandre Occidentali, l'arrondissement di Bruxelles (eccetto la città di Bruxelles stessa) e l'arrondissement di Lovanio, nell'allora provincia del Brabante, l'attuale Provincia del Brabante Fiammingo |
| Vallonia                    | Wallonien          | Liegi     | 1944        | Comprendente le province francofone di Hainaut, Liegi, Lussemburgo, Namur e l'arrondissement di Nivelles, nell'allora provincia del Brabante (oggi parte della provincia separata del Brabante Vallone)                                                                                                |

### Reichsgau progettati ma mai istituiti
| Nome del Gau            | Nome tedesco      | Capoluogo                                                            | Note |
| ----------------------- | ----------------- | -------------------------------------------------------------------- | --- |
| Banato/Principe Eugenio | Banat/Prinz-Eugen | Belgrado (Belgrad, che sarebbe stata ribattezzata Prinz-Eugen-Stadt) | Formato da una parte del Regno di Jugoslavia territori del Bačka, Sirmia, e Banato, parti della Transilvania (Siebenbürgen) e Baranya |
| Beschidi                | Beskidenland      | Cracovia (Krakau)                                                    | Formato dalla parte sud-occidentale del Governatorato Generale (nella zona dei Monti Beschidi appunto), tra Cracovia e il fiume San |
| Brabante                | Brabant           | ?                                                                    | Corrispondente all'omonima regione |
| Burgundia               | Burgund           | Nancy (Nanzig) o Ginevra (Genf) o Digione (Dision)                   | Formato da gran parte dei territori della Francia orientale (esclusa l'Alsazia-Lorena e il Nord-Pas-de-Calais) che sarebbero stati annessi alla Germania alla fine della guerra. Il Reichsgau avrebbe incluso anche parti della Svizzera romanda |
| Galizia                 | Galizien          | Leopoli (Lemberg)                                                    | Corrispondente alla pianura della Podolia. Sarebbe stato simile o uguale per estensione al distretto della Galizia nel Governatorato Generale |
| Gotilandia              | Gotenland         | Simferopoli (ribattezzata Gotenburg)                                 | Formata dalla Crimea e da un piccolo entroterra ucraino |
| Marca settentrionale    | Nordmark          | ?                                                                    | Formata dalla Danimarca |
| Vandalilandia           | Vandalenland      | ?                                                                    | Formata da tutto il territorio del Governatorato Generale |
| Vistolalandia           | Weichselland      | Varsavia (Warschau)                                                  | Formato dalla media valle della Vistola |
| Westland                | Westland/Holland  | ?                                                                    | Formata dai Paesi Bassi. Sarebbe stata a sua volta suddivisa in Gaue più piccoli |